# Maike Braun
Maike Braun (* 9. März 1962 in Reutlingen) ist eine deutsche Schriftstellerin, Mediatorin und Unternehmensberaterin.

## Leben und Werk
Maike Braun studierte Biologie in Heidelberg, San Diego (USA) und Cambridge, England.
Sie schreibt hauptsächlich Nahzukunftsgeschichten und Science-Fiction. Dabei zeichnet ihre Texte ein hoffnungsfroher Blick auf die Zukunft aus. Neben ihren Romanen und einer Erzählung hat sie zahlreiche Kurzgeschichten in Literaturzeitschriften und Anthologien veröffentlicht.
Sie ist Mitglied im Phantastik Autoren Netzwerk PAN.

## Werke
- In 80 Jahren eine neue Welt, Zukunftsbericht einer klimafreundlichen Beispielfamilie, Mikrotext Verlag Berlin, 2020, ISBN 978-3-948631-03-1.
- Die Leiden des Henri Debras. Ein historischer Roman über die Hysterie, Epubli, 2017, ISBN 978-3844225983.
- Die Blunk Konstante. 1 Krimi und 10 Theorien, Stories & Friends Verlag, 2013, ISBN 978-3942181433.
- Portugiesische Abrechnung. Kriminalroman, Piper Verlag, 2023, ISBN 978-3492506779.
- Portugiesische Opfer. Kriminalroman, Piper Verlag, 2024, ISBN 978-3492507790.

## Fachvorträge und Fachbeiträge
- Klimaprosa oder Climate Fiction – Brauchen wir das? Und was ist das überhaupt? – Vortrag im Rahmen der Frankfujrter Buchmesse[1].
- Über-steuert. In: Wolf-Dieter Krämer, Ulrich Stenzhorn, Werkkreis Literatur der Arbeitswelt (Hrsg.): Nachdenken über 4.0. Geschichten, Gedichte und Essays zu Digitalisierung, Industrie 4.0 und zur Zukunft der Arbeitswelt. 2. Auflage. Kulturmaschinen, Hamburg 2019, ISBN 978-3-96763-101-2, S. 33–41.
- Es hätte schlimmer kommen können sowie Gemeinsamer Nenner In: Lernende Maschinen, erschienen im Rahmen von Future Life, einem interdisziplinären Zukunftsprojekt der Phantastischen Bibliothek Wetzlar (2020), Thomas Le Blanc (Hrsg.)